# Makarska
Makarska (italsky Macarsca, česky též někdy Makarská[zdroj?]) je chorvatské přístavní město a turistické letovisko, které se nachází na pobřeží Jaderského moře, v střední Dalmácii. Město je výchozím bodem pro túry do přírodního parku v nedalekém pohoří Biokovo. V roce 2021 zde žilo 13 301 obyvatel, z toho 12 809 v Makarské a 492 v připadající vesnici Veliko Brdo.

## Poloha
Makarska leží asi 459 km jižně od Záhřebu, 60 km jihovýchodně od Splitu a 140 km severozápadně od Dubrovníku. Město se rozkládá na úzkém pobřežním pásu v podhůří pohoří Biokovo, u jediné větší zátoky ve zhruba 60 km dlouhém úseku pobřeží mezi ústími řek Cetiny a Neretvy, který se dnes označuje jako Makarská riviéra.  Některé části města se nacházejí v nadmořské výšce až 300 m n. m. Na vrcholu Sveti Jure severně od města se nachází významný televizní a rozhlasový vysílač.

## Název
Dle jedné teorie pochází název města od nedaleké vesnice Makar. Podle jiné je odvozeno z fénického názvu pro purpur (mucar).

## Klimatické poměry
Makarska má středomořské klima. V létě se průměrné teploty pohybují okolo 30 °C, často i okolo 35 °C, v noci okolo 25 °C. V zimě jsou časté teploty v rozsahu od 10 to 15 °C, v noci mezi 6 až 10 °C. Makarska vzhledem k přímořskému klimatu i faktu, že se nachází téměř na samém jihu země, patří k nejteplejším místům v Chorvatsku. Průměrná roční teplota vzduchu zde v roce 2018 činila 18,9 °C.

## Historie

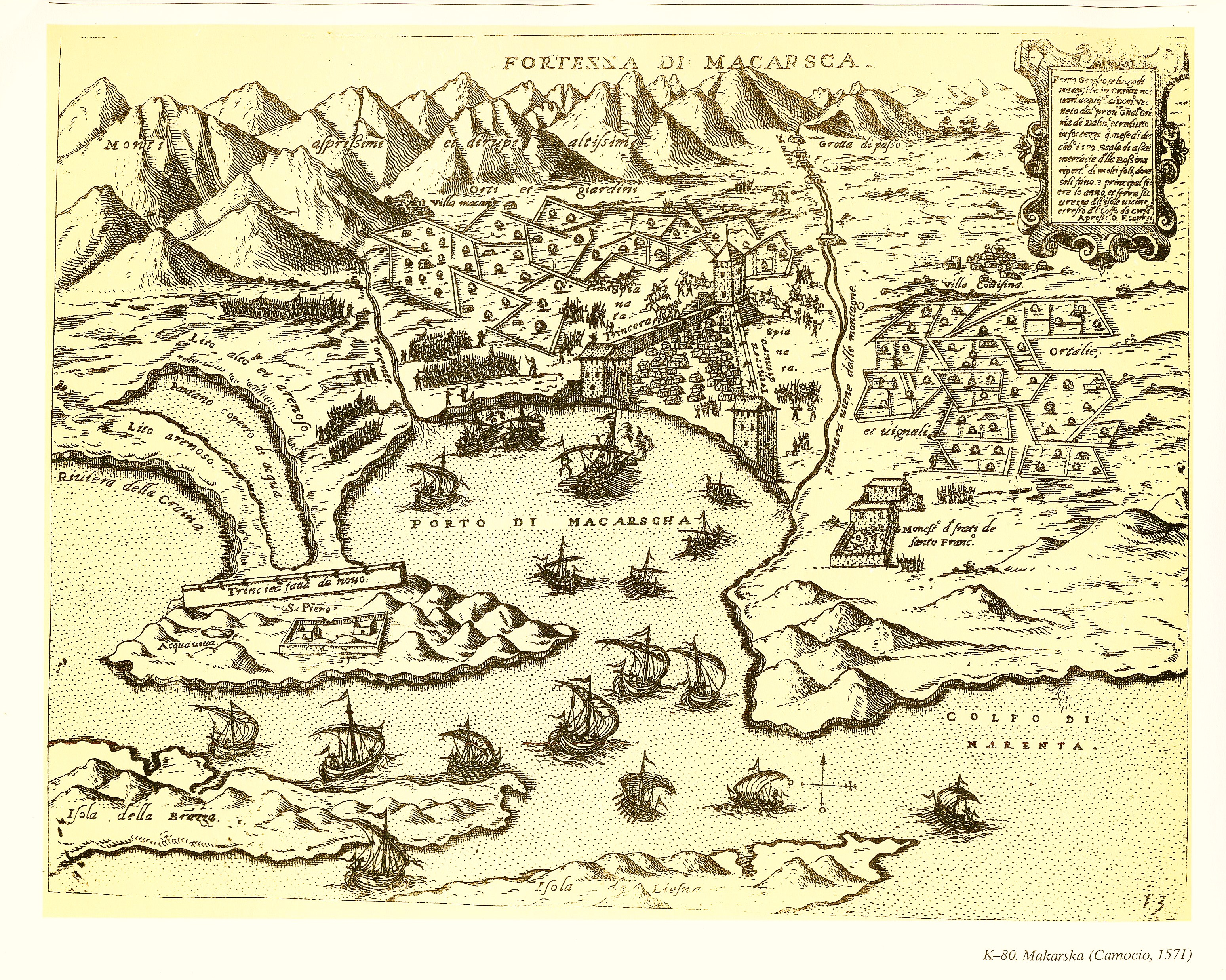
Pohled na město v roce 1572.

Díky vhodným podmínkám (zátoka, která mohla sloužit jako přirozený přístav) byla Makarska osídlena již od dávnověku. Doložen je vytesaný kámen ze starší doby kamenné, který dokládá přítomnost lidí v těchto místech v nejstarších časech. Na místě současného města se nacházelo antické sídlo s názvem Inaronium, které bylo zastávkou na obchodní stezce ze Solinu (Salony) do Narony (v údolí řeky Neretvy). Jiné zdroje uvádějí rovněž i název sídla Aronia, které se mělo v této lokalitě rovněž nacházet. Nálezy částí řeckých nádob dokládají obchod s centry tehdejší starořecké civilizace. V roce 533 je doložena existence města Mucurum, ve kterém bylo sídlo biskupa. Tím začaly dějiny místního biskupství, které existovalo až do druhé poloviny 20. století. V roce 548 bylo uvedené sídlo rozvráceno gótským vpádem. Ještě v 7. století se objevovalo v historických mapách sídlo s názvem Mucru. V byzantském De administrando imperio je to potom Mokron.
Oblast dnešního města byla anektována chorvatským královstvím ve 12. století a o sto let později byla dobyta Benátskou republikou. V první polovině 14. století ji na krátkou dobu ovládl také bosenský bán Stjepan II. Kotromanić. Střídání vládců nad touto oblastí, která byla přirozeně odlehlá od všech větších měst a center moci, bylo v této době běžné. Město bylo nejspíše v této době obehnáno dřevěnou palisádou.
V roce 1499 bylo během turecké expanze v regionu město obsazeno osmanským vojskem.
Současný název města je poprvé připomínán v roce 1502 v dokumentu islámského soudce Muhameda Musina z Foči (města na území Bosny a Hercegoviny, v té době pod kontrolou Osmanské říše). Makarska tehdy byla jedním z mála tureckých měst na jaderském pobřeží současného Chorvatska, které Turci obsadili. Vzhledem k útokům loďstva Benátské republiky se Turci rozhodli vybudovat tři obranné věže okolo města spojené hradbami. Budovatelem opevnění byl v této době stejný stavitel, který se zasloužil o vznik známého mostu v Mostaru. Do současné doby se fortifikace nedochovala, věže nicméně zaznamenal benátský kartograf v roce 1572. Administrativně připadala Makarska nejprve turecké správní jednotce ve Foči, poté v Mostaru a po nějakou krátkou dobu byla sama sídlem náchie.
V roce 1646 přiznalo místní obyvatelstvo suverenitu Benátské republiky a v roce 1681 byla Makarska formálně připojena k Benátkám. V bojích bylo nicméně zničeno původní turecké opevnění města. V poslední dekádě 17. století přišlo do Makarské několik set srbských, resp. pravoslavných uprchlíků z válkou zmítané oblasti Srbska, resp. dnešní Vojvodiny. Tito příchozí se velmi rychle asimilovali mezi místní obyvatele. Ačkoliv značná část místního obyvatelstva mluvila slovanským, resp. chorvatským jazykem, považovali se místní především za Slovany, a to nejen v Makarské, ale v celém regionu od tohoto města dále na jih, až po přístav Kotor v dnešní Černé Hoře. Až v první polovině 18. století se začíná označovat jazyk za chorvatský a stejně tak i místní obyvatelstvo, k čemuž mimo jiné přispěl i místní kněz Ivan Akčić-Jurišić. Z období turecké nadvlády se nedochovaly v Makarské žádné starší budovy, vše bylo zbudováno nejspíše za doby nadvlády Benátčanů. Cestovatel Alberto Fortis zaznamenal jen minimum starších domů, když Makarskou v druhé polovině 18. století navštívil. V této době byl také přebudován kostel sv. Marka do současné podoby. Na místě dnešního Kačićeva náměstí se nacházelo tržiště, kde byla zřízena do dnešní doby stojící barokní kašna.
Roku 1797 se město stalo součástí Habsburské monarchie. Po krátkou dobu (v letech 1805 až 1813) byla Makarska součástí francouzských Ilyrských provincií. Krátké období francouzské nadvlády položilo základy školství, ekonomického rozvoje a nové infrastruktury. Tuto dobu připomíná do dnešní doby dochovaný památník francouzského maršála Augusta Marmonta. V této době byly také zbudovány nové cesty do přilehlých měst a na pobřeží. V období francouzské nadvlády měla Makarska 1580 obyvatel; noví rychle přibývali.
Až do roku 1818 bylo město sídlem vlastního okruhu (správní jednotky), než bylopřipojeno pod Split. O deset let později bylo zrušeno na nějakou dobu i místní biskupství.

Pohled na město v roce 1979.

V roce 1838 mělo město 1700 obyvatel a přístav. Ještě před začátkem první světové války se i zde začala rozvíjet turistika. Roku 1914 byl otevřen první hotel, přebudována byla nábřežní promenáda a vystavěn první park. Začátky však byly velice skromné, neboť město patřilo k nejodlehlejším a nejzaostalejším krajům Habsburské monarchie. Jediné spojení bylo po moři nebo po starých cestách; nejbližší železniční stanice se nacházela v desítky kilometrů vzdáleném Splitu, nebo úzkorozchodná dráha v Metkovići. Výstavba cest do vnitrozemí (do Bosny) byla realizována až po roce 1878 v souvislosti s vojenskými potřebami rakouské armády během okupace země.
V roce 1962 zasáhlo město zemětřesení. V druhé polovině 20. století se vyvíjelo také jako turistická destinace. Díky atraktivní krajině sem již v první polovině 20. století začali jezdit turisté, včetně československých, a celé oblasti se začalo říkat Makarská riviéra. Město je proslulé též svou promenádou s malými obchůdky a kavárnami. Turistický rozvoj nicméně inicioval novou výstavbu ve městě i jeho okolí, čemuž se ne vždy dokázala přizpůsobit místní infrastruktura. 
Až do roku 1969 byla Makarska sídlem biskupství. To bylo sloučeno s nedalekým splitským a povýšeno na arcibiskupství.
Na počátku 21. století byla sice dopravní situace Makarské zlepšena díky výstavbě tunelu Sveti Ilija a navazující dálnice A1, v samotném městě má nicméně frekvence silniční dopravy vzestupnou tendenci. V rámci rozvoje turistiky město Makarska zvažuje výstavbu lanové dráhy na některý z vrcholů pohoří Biokovo, úpravu okolních turistických tras nebo výstavbu nové sportovní haly. V roce 2022 bylo město druhé nejoblíbenější pro turisty na území Splitsko-dalmatské župy. Velký počet návštěvníků v malém městě vede k dlouhodobé zátěži z hlediska údržby čistoty ve městě.

## Památky

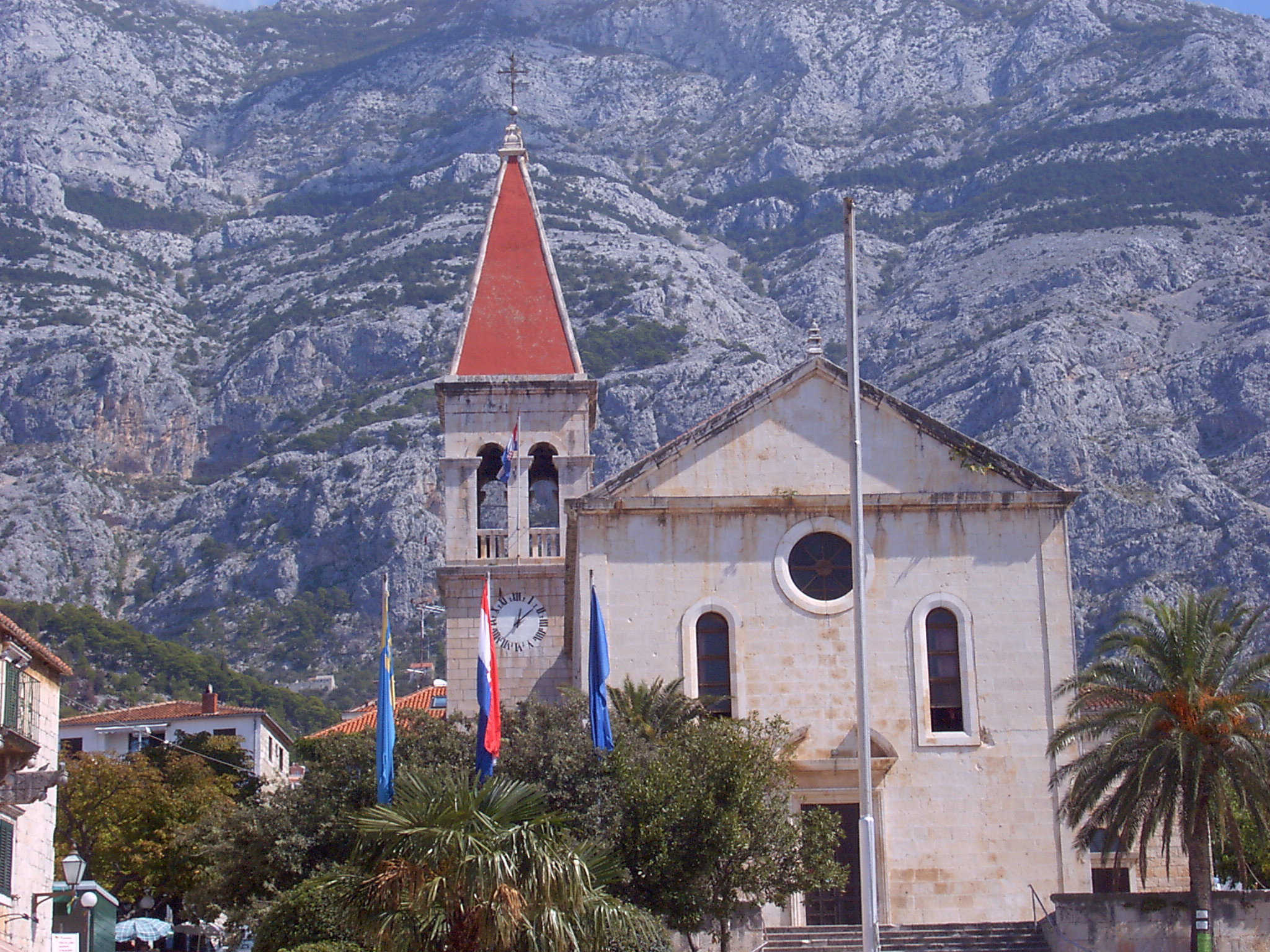
Barokní farní kostel sv. Marka.

- barokní kostel sv. Filipa Neri, dokončený roku 1758.[10]
- františkánský klášter z 15.–17. století, v něm je vybudováno malakologické muzeum.[13] Františkánský kostel, který jej doplňuje, byl postaven v letech 1938 až 1940.[13]
- barokní farní kostel zasvěcený sv. Marku
- pomník francouzského maršála Marmonta z r. 1808.[10]
- Památník revoluce z roku 1974[13] v brutalistickém stylu.

## Kultura

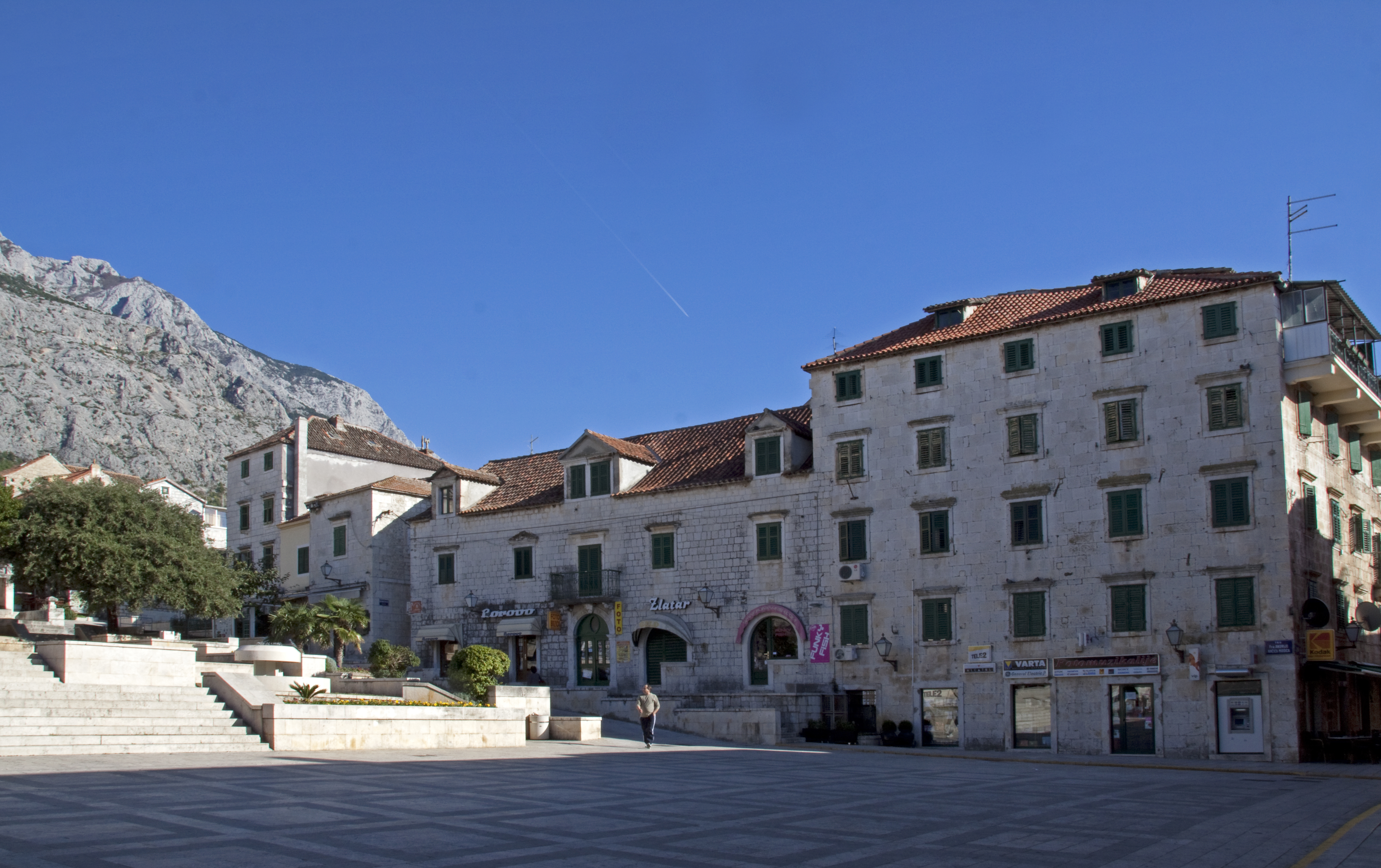
Střed města.

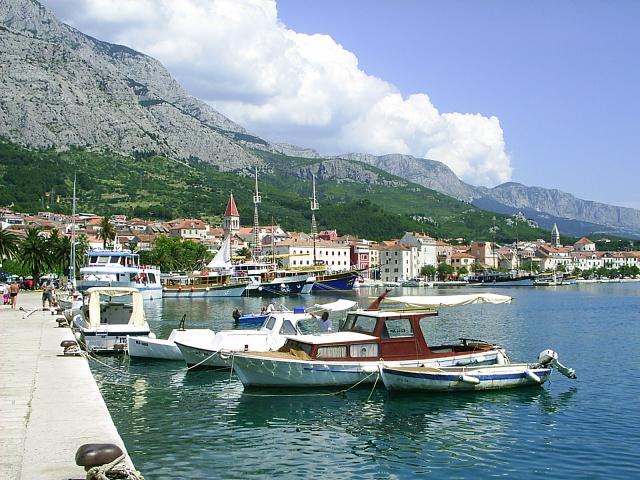
Místní přístav.

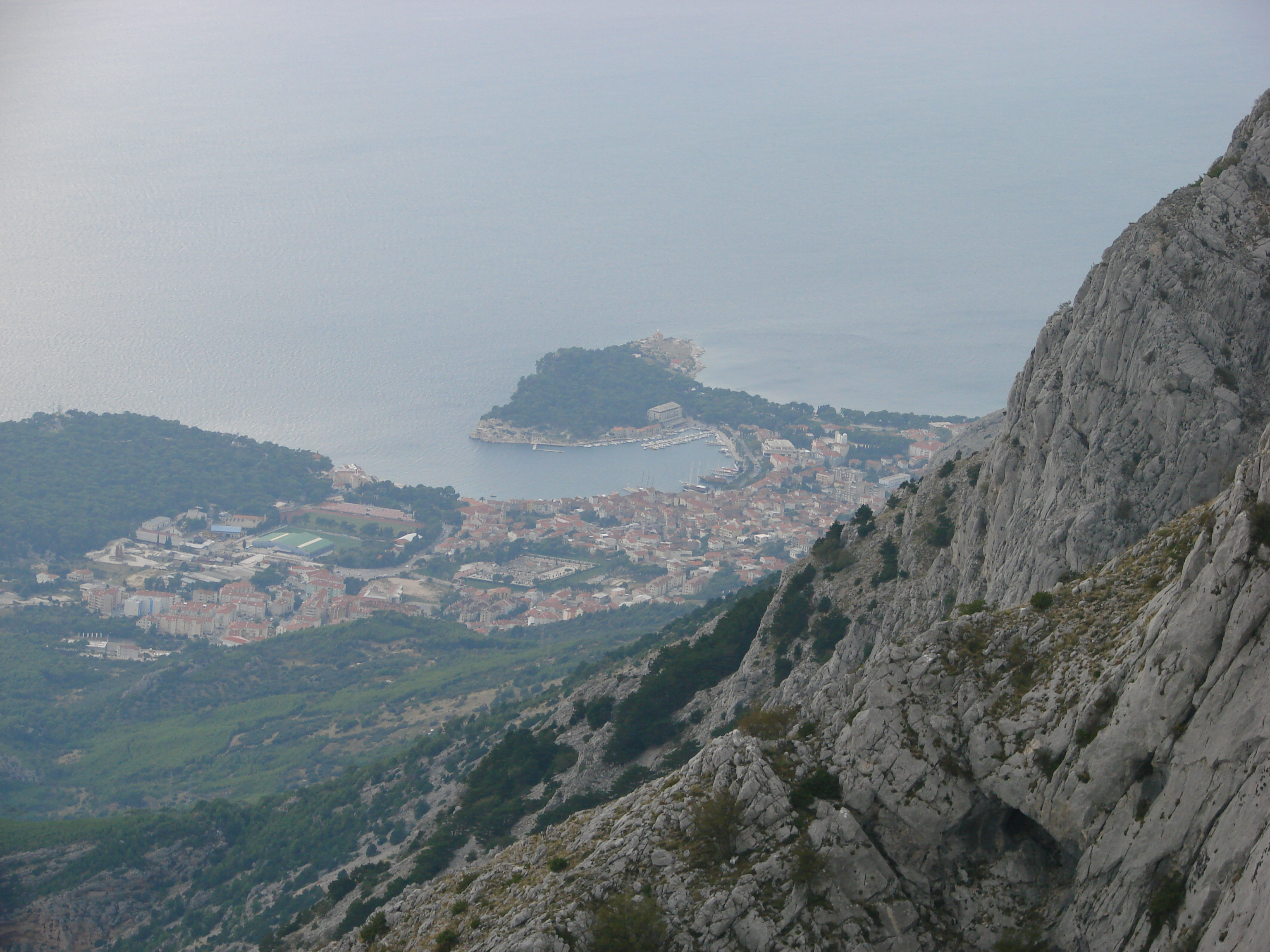
Pohled na město.

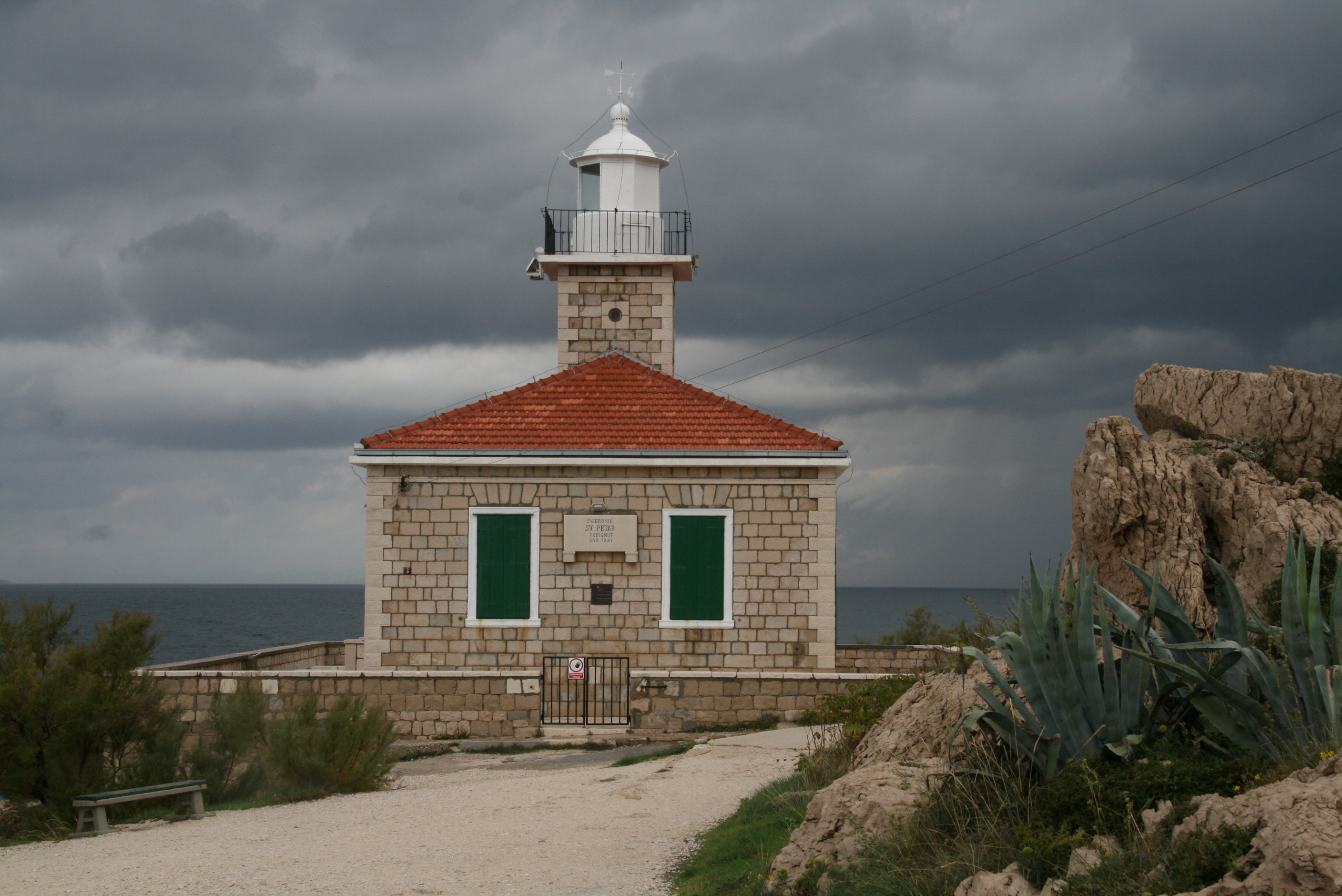
Maják v Makarské.

Z břehu Jaderského moře je dobře viditelný barokní kostel sv. Filipa a budovu bývalého kláštera, která se dochovala ve své původní podobě. Nábřežní promenáda (třída obala kralja Zvonimira) je přístupovou cestou k mysu Sv. Petra (Rt Sveti Petar) s majákem a základy kostela Sv. Petra z 15. století. Františkánský klášter pochází z roku 1400, přestavěn byl v letech 1540 a 1760. Malakologické muzeum se nachází právě v budově kláštera. 
V centru města se dále nachází Kačićevo náměstí, pojmenované po básníkovi Andrijovi Kačićovi Miošićovi. Na severní straně náměstí se nachází barokní kostel sv. Marka z 18. století s mramorovým oltářem. Před budovou se nachází také barokní kašna původem z roku 1775.
- Malakološki muzej (malakologické muzeum) s bohatou sbírkou mušlí
- Muzej grada Makarska (městské muzeum)
- Gradska galerija antuna Gojaka (městská galerie Antuna Gojaka)
- Každoročně se zde koná Makarsko kulturno ljeto (Makarské léto), což je soubor různých kulturních akcí od koncertů, výstav až po rybářské večery.

## Administrativní členění
Makarska se administrativně dělí na deset čtvrtí: Batinići, Bidol, Bili Brig, Donja Luka, Dugiš, Gorinka, Moča, Ratac, Vrpolje a Zelenka. Rovněž jsou jejími částmi osady Gorica, Kotišina, Makar, Mlinice a Puharići.

## Doprava

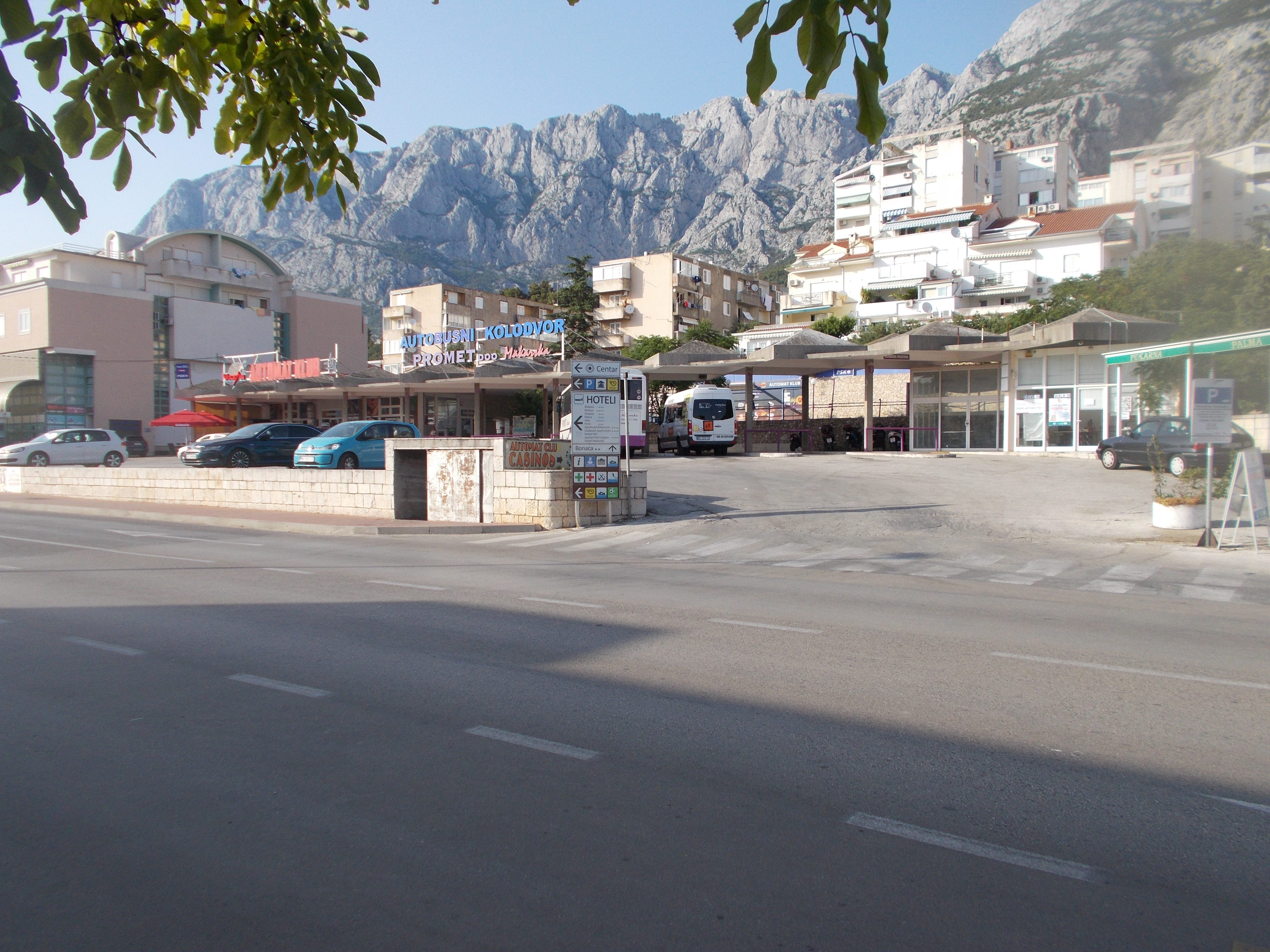
Autobusové nádraží

Makarska je od chorvatského vnitrozemí oddělena horským masivem Sveti Ilija s nadmořskou výškou přes 1500 m n. m. Díky tomu jsou hlavní dopravní tahy, které do Makarské směřují, vedeny pouze po mořském pobřeží. Jedná se především o Jadranskou magistrálu, která severně od Makarské směřuje do Omiše a na jih do Ploče. Tunelem pod vrcholem Sveti Ilija vede silnice, která spojuje Makarskou s dálnicí A1. 
Město má také pravidelné lodní spojení se Sumartinem na ostrově Brač. 
Ve městě je také autobusové nádraží, odkud jsou vypravovány pravidelné linky do okolních měst i do Záhřebu.[zdroj?]
Železniční spojení město nemá.

## Známé osobnosti
- Giuseppe Addobbati (1909–1986), italský herec
- Jure Bilić (1922–2006), jugoslávský a chorvatský politik
- Alen Bokšić (1970–), bývalý chorvatský fotbalista
- Stipe Drviš (1973–), chorvatský boxer
- Andrija Kačić Miošić (1704–1760), chorvatský básník
- Viktor Đerek, fotograf
- Petar Kaer, chorvatský archeolog a katolický kněz
- Grozdan Knežević, chorvatský architekt
- Žanamari Lalić, chorvatská zpěvačka
- Andrija Liepopili, kněz a politik
- Mirando Mrsić, hematolog, ministr v chorvatské vládě
- Vjekoslav Cezar Pavišić, učitel a spisovatel
- Iva Visković, divadelní herečka
- Ivan Cvitanušić, spisovatel a historik
- Dražen Lalić, sociolog

## Partnerská města
- Đakovo
- Budva
- Kavadarci
- Stari Grad (Sarajevo)
- Vukovar
- Maribor
- Travnik
- Vinkovci
- Roseto degli Abruzzi
- Stein
- Neumarkt in der Oberpfalz
- Bugojno
- Olomouc

## Významná města poblíž Makarske
Zde jsou uvedená významná města nebo větší města poblíž Makarske :
| Růžice kompasu | Záhřeb (~459 km) , Split (~60 km) | Imotski (~37 km) | Mostar (~109 km), Sarajevo (~202 km)  | Růžice kompasu |
| Růžice kompasu | Bol (~41 km)                      | Sever            | Priština (~617 km) , Skopje (~641 km) | Růžice kompasu |
| Růžice kompasu | Bol (~41 km)                      | Makarska         | Priština (~617 km) , Skopje (~641 km) | Růžice kompasu |
| Růžice kompasu | Bol (~41 km)                      | Jih              | Priština (~617 km) , Skopje (~641 km) | Růžice kompasu |
| Růžice kompasu | Hvar (~91 km)                     | Jelsa (~88 km)   | Dubrovník (~140 km) , Kotor (~241 km) | Růžice kompasu |